# Chiaramonte Gulfi
Chiaramonte Gulfi is een gemeente in de Italiaanse provincie Ragusa (regio Sicilië) en telt 8090 inwoners (31-12-2004). De oppervlakte bedraagt 126,5 km², de bevolkingsdichtheid is 64 inwoners per km².
De volgende frazioni maken deel uit van de gemeente: Piano dell'acqua, Sperlinga en Roccazzo.

## Demografie
Chiaramonte Gulfi telt ongeveer 3144 huishoudens. Het aantal inwoners daalde in de periode 1991-2001 met 3,9% volgens cijfers uit de tienjaarlijkse volkstellingen van ISTAT.
| Jaar | Inwoneraantal |
| ---- | ------------- |
| 1991 | 8424          |
| 2001 | 8099          |

## Geografie
De gemeente ligt op ongeveer 668 m boven zeeniveau.
Chiaramonte Gulfi grenst aan de volgende gemeenten: Acate, Comiso, Licodia Eubea (CT), Mazzarrone (CT), Monterosso Almo, Ragusa, Vittoria.